# Aurelle-Verlac
Aurelle-Verlac är en kommun i departementet Aveyron i regionen Occitanien i södra Frankrike. Kommunen ligger  i kantonen Saint-Geniez-d'Olt som ligger i arrondissementet Rodez. År 2018 hade Aurelle-Verlac 160 invånare.

## Befolkningsutveckling
Antalet invånare i kommunen Aurelle-Verlac
Referens: INSEE